# خوسيه كورتيز
خوسيه كورتيز (بالإسبانية: José Cortéz)‏ هو لاعب كرة قدم أمريكية سلفادوري، ولد في 27 مايو 1975 في سان فيسنتي، السلفادور ‏ في السلفادور.

## وصلات خارجية
- خوسيه كورتيز على موقع إي إس بي إن.كوم (أن.أف.أل)3
- خوسيه كورتيز على موقع مرجع كرة القدم المحترفة.كوم (الإنجليزية)